# Dona Beija (série télévisée)
Dona Beija est une telenovela brésilienne, écrite par Wilson Aguiar Filho d'après les romans A vida em flôr de dona Bêja d'Agripa Vasconcelos et Dona Beija, a feiticeira do Araxá de Thomas Leonardos (deux romans inspirés de la vie de la vraie dona Beija), et diffusée entre le 7 avril et le 11 juillet 1986 sur la chaîne Rede Manchete.
En France, le feuilleton a été remonté en 178 épisodes de 30 minutes, et diffusé du 7 septembre 1992, au 9 juin 1993 sur France 3 et partiellement rediffusé du 11 mars au 21 juin 1996 sur France 2.

## Synopsis
Dona Beija est une belle et naïve jeune fille qui vit dans un petit village et qui est fiancée à Antônio Sampaio. Malheureusement, elle est enlevée par le conseiller Mota qui est subjugué par sa beauté. Tout son village l'abandonne et pour survivre, elle cède aux avances du conseiller Mota. Ensuite, elle retourne à son village où tout le monde la considère comme une paria. Elle fait construire un palais où elle recevra des hommes qui contre de l'argent ou des diamants feront d'elle la plus grande courtisane du Brésil du XIXe siècle. Cette histoire se passe à l'époque de l'esclavage, le peu de noirs qu'on y voit sont des esclaves.

## Distribution
- Maitê Proença (VF : Véronique Augereau) : Dona Beija
- Gracindo Júnior (VF : Mario Santini) : Antônio Sampaio
- Carlos Alberto (pt) (VF : Pierre Hatet) : le conseiller Mota
- Sérgio Britto (pt) (VF : Yves Barsacq) : le père Aranha

## Commentaires
En République démocratique du Congo (ex Zaïre) et en République du Congo, le feuilleton a connu un certain succès dans les années 1990.
Ainsi qu'en Afrique de l'ouest, notamment au Burkina Faso et en Côte d'Ivoire, où il est devenu un phénomène de société. En Côte d'Ivoire, divers produits comestiques et alimentaires portant la marque "Dona Beija" deviennent prisés non seulement en Côte d'Ivoire mais aussi dans les autres pays de la sous-région ouest africaine. Au Togo particulierèment, même les denrées alimentaires portent le nom de "Dona Beija". C'est ainsi que des pains "Dona Beija" ont vu le jour à Lomé.